# From Hell It Came
From Hell It Came è un film del 1957 diretto da Dan Milner e basato su una storia di Richard Bernstein e Jack Milner.
Venne distribuito dalla Allied Artists in doppia programmazione con The Disembodied.

## Trama
Kimo, principe di un'isola dei mari del sud i cui residenti stanno soffrendo un'epidemia di peste, è accusato di aver ucciso suo padre, il capo degli indigeni dell'isola. Si dice che Kimo abbia somministrato a suo padre una medicina velenosa fornita da un gruppo di scienziati americani di stanza in un laboratorio da campo sull'isola. I veri assassini del padre di Kimo — Tano, uno stregone, e Maranka, il nuovo capo — condannano Kimo ad essere giustiziato con un coltello conficcato nel suo cuore. Kimo implora sua moglie Korey di scagionarlo, ma lei nega la sua innocenza. L'uomo giura quindi vendetta su Tano, Korey e sul nuovo capo, Maranka. Dopo la sua esecuzione, il corpo di Kimo viene rinchiuso in una rudimentale cassa fatta di tronchi d'albero e sepolto in una buca.
Il medico americano Terry Mason arriva sull'isola con l'incarico di aiutare a condurre ricerche e curare i nativi colpiti dalla peste. Viene accolta dal dottor William Arnold, uno degli scienziati già di stanza sull'isola. I due si incontrano con il collega scienziato Professor Clark, e Terry viene presentata alla signora Kilgore, che gestisce un trading post sull'isola. Norgu, originario dell'isola, visita il laboratorio con la moglie Dori. Dori si sta riprendendo dalla peste e soffre anche di leggere ustioni da radiazioni, conseguenza della ricaduta radioattiva causata dal lancio di una bomba atomica su un vicino atollo.
Più tardi, Terry e William si imbattono nella tomba di Kimo e trovano un ceppo d'albero che cresce da essa. Dopo aver chiesto a Clark come potrebbe crescere un ceppo dal terreno, Norgu racconta una leggenda su di un capo dell'isola che tornò dalla morte sotto forma di un mostruoso albero vendicativo chiamato "Tabanga". Gli scienziati determinano che il ceppo d'albero è radioattivo e ha un battito. Lo rimuovono dal terreno e lo portano nel loro laboratorio. Quando il suo polso inizia a indebolirsi, Terry gli inietta una formula per mantenerlo in vita. Il giorno successivo, il ceppo d'albero, un Tabanga, fugge dal laboratorio.
Korey si lamenta che Maranka, per la quale ha tradito Kimo, agisce freddamente nei suoi confronti a favore di un'altra donna, Naomi. Gelosa, Korey cerca di attaccare Naomi con un coltello, ma le due donne incontrano il Tabanga. Naomi fugge e il Tabanga uccide Korey gettandola nelle sabbie mobili. Quindi trova il capo Maranka ed uccide anche lui. Tano e gli altri nativi, dopo aver appreso che Kimo è resuscitato come Tabanga, attirano il mostro in una fossa, che incendiano. Tuttavia, il Tabanga emerge dalla fossa infuocata e trovato di nuovo Tano, lo getta giù da una collina, facendolo impalare su una pianta legnosa sottostante.
Su insistenza di alcuni indigeni, gli scienziati escono alla ricerca del Tabanga. Il Tabanga rapisce Terry e tenta di gettarla nelle sabbie mobili. Eddie, un americano che era stato precedentemente di stanza nello stesso luogo, spara al Tabanga. Uno dei proiettili colpisce il coltello che ancora sporge dal petto del mostro, facendolo conficcare completamente nel suo cuore. Il Tabanga sprofonda nelle sabbie mobili, morto. William e Terry si abbracciano e un nativo chiede al professor Clark se è disposto a sostituire Tano come medico dell'isola.

## Produzione
Il mostro Tabanga è stato progettato da Paul Blaisdell (noto anche per il suo lavoro in The She-Creature, Invasori dall'altro mondo, Il vampiro del pianeta rosso e Il mostro dell'astronave) e realizzato dai Don Post Studios.
Questo è stato il secondo e ultimo lungometraggio prodotto dai fratelli Milner.

## Distribuzione
From Hell It Came venne distribuito dalla Allied Artists nel 1957 in doppia programmazione con The Disembodied.

## Accoglienza

### Critica
Secondo lo storico del cinema Tim Healey, From Hell It Came merita un posto d'onore nel canone dei peggiori film del mondo. L'autore e critico cinematografico Leonard Maltin ha assegnato al film una stella e mezzo su quattro, scrivendo che: "Come film sugli alberi che camminano, questo è in cima alla lista". Nella sua recensione per AllMovie, originariamente scritta nel 2013, Bruce Eder ha stroncato il film:
Un recensore di TV Guideha assegnato al film due stelle su cinque, definendolo "ridicolo" e "davvero sciocco".

## Home media
Attraverso la sua Warner Archive Collection, òa Warner Home Video ha distribuito il film in DVD l'11 novembre 2009, e in Blu-ray il 25 aprile 2017.

## Curiosità
Alcune fonti letterarie scrivono il nome del mostro come "Tabanga", mentre altre lo scrivono come "Tabonga". Un pressbook ufficiale per il film si riferisce al mostro come "Taranga".